# Lexikalische Semantik
Die lexikalische Semantik (auch Wortsemantik und Lexikalik genannt) ist ein Teilbereich der Linguistik. Sie beschäftigt sich mit der Bedeutung der einzelnen lexikalischen Elemente (Wörter, Morpheme, Lexeme).

## Anwendungsbereiche
Sie behandelt unter anderem:
- verschiedene Verfahren der Beschreibung der Wortbedeutungen
  - traditionelle Bedeutungsbeschreibung
  - Wortfelder
  - Komponentenanalyse
  - Semanalyse

- lexikalische Ambiguität (Mehrdeutigkeit)
- Unschärfe (Sprache)
- Bedeutungswandel
- Argumentstruktur (Thematische Rolle)
- semantische Relationen (Sinnrelationen) zwischen Begriffen und Wörtern wie zum Beispiel Hyperonymie; Hyponymie; Synonymie oder Antonymie.

## Geschichte
Viele Theorien der lexikalischen Semantik machen Gebrauch von lexikalischer Dekomposition, welche ihren historischen Ursprung teils in der französischen Linguistik (Algirdas Julien Greimas, Bernard Pottier), teils in der generativen Semantik hat. Wortbedeutungen werden demnach aus einer Anordnung primitiver Bedeutungsbausteine (semantische Merkmale, Seme) abgeleitet. So ist beispielsweise die lexikalische Struktur des Verbs töten komplexer als die des Verbs lesen, weil töten als kausatives Verb aus den Konstanten CAUSE(x) und BECOME(DEAD(y)), lesen hingegen lediglich aus einer Aktivitäts-Konstante DO(x,y) besteht. Die Variablen x und y repräsentieren also die Argumente des Verbs. In neueren Ansätzen sind Dekompositionsstrukturen auch syntaktisch reflektiert, womit sich das kombinatorische Verhalten lexikalischer Einheiten systematisch aus dem Zusammenspiel syntaktischer und lexikalischer Prinzipien ergibt.

## Relation zu Sätzen
Unter der Voraussetzung, dass Bedeutungen von Wörtern erfasst sind, wird die Frage gestellt, wie sich die Bedeutung eines Wortes zur Bedeutung des Satzes verhält (Stichwort: Frege’sches Kompositionalitätsprinzip). Dazu werden die kombinatorischen Eigenschaften lexikalischer Einheiten untersucht, die diese befähigen, sich zu komplexeren Einheiten – wie Komposita, Phrasen oder Sätzen – zu formieren. Ein wesentlicher Bestandteil einer aussagefähigen Theorie der lexikalischen Semantik muss daher die Abbildung lexikalisch-semantischer auf syntaktische Strukturen – das sogenannte Linking – sein. Es stehen also Syntax und lexikalische Semantik in einem Wettbewerb, welches der beiden Systeme bestimmte Komplexe produziert bzw. generiert. So ist zum Beispiel ungeklärt, ob komplexe Verben des Typs anlehnen als ein Produkt syntaktischer Strukturbildung (dafür spricht beispielsweise die Abtrennbarkeit der Partikel) oder aber der lexikalischen Strukturbildung (dafür spricht der Wortstatus solcher Partikelverben) anzusehen sind. Einen ähnlichen Schnittstellenstatus nimmt die lexikalische Semantik hinsichtlich des morphologischen Moduls der Grammatik ein. Hier stellt sich die Frage, ob sich morphologische Operationen prinzipiell als Mechanismen des Systems der Grammatik auffassen lassen – damit würden morphologische und lexikalisch-semantische Operationen zusammenfallen – oder ob zwischen beiden Typen grammatischer Strukturbildung strikt zu unterscheiden ist.